# 주앙 살라비자
주앙 살라비자(João Salaviza, 1984년 2월 19일 ~ )는 포르투갈의 배우, 영화 감독, 각본가, 영상 편집자이다.
리스본에서 태어났다.

## 영화
- 더 데드 앤드 더 아더스 (2018년)
- 루사 (2018년)
- 은닉자의 노래 (2017년)
- 마운틴 (2015년)
- 라파 (2011년)
- 아레나(영어판) (2009년)